# Txalaparta
La txalaparta è uno strumento a percussione tipico e originario dei Paesi Baschi, simile alla toaca rumena.
È composto da un numero variabile di tavole di legno (di solito tre o quattro) lunghe in media 2 metri, spesse cinque centimetri e larghe venti. Le tavole sono poggiate su dei cavalletti, mentre per ammortizzare i colpi e affinché le tavole vibrino, si mettono pelli di montone conciate o altri materiali sintetici capaci di creare un evidente riverbero.
Lo si suona sempre in coppia colpendo le tavole con dei mazzuoli cilindrici di 40 centimetri tenuti verticalmente. I mazzuoli sono di banano, legno molto meno resistente delle tavole che di solito sono di rovere o faggio (ma vengono usati anche legni africani più pregiati quali bubinga e sapelli); ciò crea un suono incisivo e penetrante attraverso cui si producono ritmi suggestivi e arcaici.
La sua origine è tuttora sconosciuta ma una delle teorie ne fa uno strumento di comunicazione degli antichi pastori baschi. Esiste una variante meno conosciuta che si chiama kirikoketa.